# Sulejów (gmina)
Pour les articles homonymes, voir Sulejów (homonymie).
Sulejów est une gmina (commune) mixte ou urbaine-rurale (gmina miejsko-wiejska) du powiat de Piotrków, dans la Voïvodie de Łódź, dans le centre de la Pologne.
Son siège administratif (chef-lieu) est la ville de Sulejów, qui se situe environ 15 km à l'est de Piotrków Trybunalski (siège du powiat) et 56 km au sud-est de la capitale régionale Łódź (capitale de la voïvodie).
La gmina couvre une superficie de 189,45 km2 pour une population de 15 581 habitants en 2006, avec une population pour la ville de Sulejów de 6 387 habitants et une population de la partie rurale de 9 194 habitants.

## Géographie
Outre la ville de Sulejów, la gmina inclut les villages de:
- Adelinów
- Barkowice
- Barkowice Mokre
- Biała
- Bilska Wola
- Bilska Wola-Kolonia
- Dorotów
- Kałek
- Karolinów
- Klementynów
- Kłudzice
- Koło
- Korytnica
- Krzewiny
- Kurnędz
- Łazy-Dąbrowa
- Łęczno
- Mikołajów
- Nowa Wieś
- Piotrów
- Podkałek
- Podlubień
- Poniatów
- Przygłów
- Salkowszczyzna
- Uszczyn
- Winduga
- Witów
- Witów-Kolonia
- Włodzimierzów
- Wójtostwo
- Zalesice
- Zalesice-Kolonia

### Gminy voisines
La gmina de Sulejów est voisine de:
- la ville de
  - Piotrków Trybunalski
- et des gminy suivantes :
  - Aleksandrów
  - Mniszków
  - Ręczno
  - Rozprza
  - Wolbórz

## Administration
De 1975 à 1998, la gmina était attachée administrativement à l'ancienne voïvodie de Sieradz.

Depuis 1999, elle fait partie de la nouvelle voïvodie de Łódź.

## Structure du terrain
D'après les données de 2007, la superficie de la commune de Sulejów est de 120,59 kilomètres carrés, répartis comme telle :
- terres agricoles : 61 %
- forêts : 28 %

La commune représente 15,04 % de la superficie du powiat.

## Démographie
Données du 31 décembre 2007 :
| Description        | Total  | Total | Femmes | Femmes | Hommes | Hommes |
| ------------------ | ------ | ----- | ------ | ------ | ------ | ------ |
| Unité              | Nombre | %     | Nombre | %      | Nombre | %      |
| Population         | 12 926 | 100   | 6 470  | 50,1   | 6 456  | 49,9   |
| Densité (hab./km²) | 107    | 107   | 54     | 54     | 53     | 53     |